# Penicillium bilaiae
Penicillium bilaiae är en svampart som beskrevs av Chalab. 1950. Penicillium bilaiae ingår i släktet Penicillium och familjen Trichocomaceae.   Inga underarter finns listade i Catalogue of Life.